# Акло
«Акло» или «Язык Акло» (англ. Aklo) — вымышленный язык, который использовали многие авторы с момента его первого упоминания в 1899 году в рассказе «Белые люди» Артура Мейчена. Говорят, что этот язык обладает мистической силой.
Мейкен упомянул Акло, но не описывал его; а лишь мимолетно отметил письма Акло, в которых содержится часть секретного ритуала. Позже Акло упоминает Говард Филлипс Лавкрафт, который восхищался историей Мейчена и использовал Акло в своих «Мифах Ктулху». Лавкрафт описывает труднопроизносимые слова с нечеловеческим звучанием и апострофами. Лавкрафт упоминает Акло в произведениях: «Зов Ктулху», «Случай Чарльза Декстера Варда», «Ужас Данвича», «Шепчущий во тьме», «Обитающий во Тьме», «Ужас в музее», «Дневник Алонсо Тайпера».
Акло появляется в различных произведениях англоязычной фантастики и ужасов. Другие авторы продолжили разыгрывать выдумку о том, что язык Акло обладает магическими способностями, и поэтому специально не включили много подробностей о нем, чтобы «какой-нибудь неосторожный читатель не произнес случайно заклинание, способное вызвать зло». Последователи «Мифов Ктулху» создавали на Акло новые названия для запретных книг, иных миров, существ и Древних богов.

## Описание

### Артур Мейчен
В рассказе «Белые люди» (1906) Артура Мейчена впервые появляется название языка Акло, но без примеров: 
Я не должен записывать ни настоящих названий дней и месяцев, которые я узнал год назад, ни способа составления «букв Акло», ни языка «Цзян», ни великих прекрасных «кругов», ни «Mao игр», ни «главные песни». Я могу написать что-нибудь обо всех этих вещах, но не о том, как это сделать, по особым причинам.

### Лавкрафт
В рассказе «Зов Ктулху» (1926) Лавкрафт приводит цитату о Ктулху на внеземном языке (название Акло не появляется): 

Пх’нглуи мглв’нафх Ктулху Р’льех вгах’нагл фхтагн. Оригинальный текст (англ.)Ph’nglui mglw’nafh Cthulhu R’lyeh wgah’nagl fhtagn

В рассказе приводится приблизительный перевод: «В своем доме, в городе Р’льех, мёртвый Ктулху спит в ожидании своего часа».
Отдельно звучит известная фраза:

Ктулху фхтагн!Оригинальный текст (англ.)Cthulhu fhtagn!

Лавкрафт говорил, что имя Ктулху правильнее произносить как Khlûl’-hloo, поясняя, что «…первый слог [в Khlul’-hloo] произносится гортанно и весьма хрипло. Буква „u“ произносится примерно как в „full“; а первый слог похож на „klul“ в звучании; так, „h“ обозначает гортанный хрип». Через долгое время после его смерти стало популярным произношение Kathooloo ([kə'θulu]). Ни в одном из английских вариантов произношения звука «ц» («Цтулху») нет.
С. Т. Джоши, однако, указывает, что Лавкрафт в разных случаях произносил разные слова по-разному. Согласно Лавкрафту, это просто самое близкое, что человеческий голосовой аппарат может приблизиться к воспроизведению слогов инопланетного чужого языка. Ктулху также пишется многими другими способами, включая Тулу, Катулу и Кутулу. Имя Ктулху часто предшествует эпитету Великий, Великий жрец, Мёртвый или Ужасный.
Лавкрафт упоминает в ранних рассказах заклинания на неизвестном языке, но без описания: «Карающий Рок над Сарнатом», «Кошки Ултара», «Иные Боги» и «Праздник». Кроме Акло, древнегреческие заклинания звучат в рассказах «Крысы в стенах» и «Ужас в Ред Хуке». В поздних произведениях появляются многочисленные названия инопланетян, божеств, локаций, запретных книг и реликвий на Акло. Лавкрафт не использует другие названия для своего вымышленного языка.
В романе «Случай Чарльза Декстера Варда» (1927) Чарльз Вард читает заклинания из «Некрономикона» на внеземном языке в нескольких вариантах написаниях (название Акло не появляется):

«Йи-нэш-Йог-Сотот-хе-лгеб-фи-тродог», — заканчивающиеся «Ях!» .Оригинальный текст (англ.)“Yi-nash-Yog-Sothoth-he-lgeb-fi-throdog”—ending in a “Yah!”

Парная формула Йог-Сотота с двумя столбцами: «Голова дракона», знак восходящий и «Хвоста дракона», знак уходящий

Доктор Виллет находит заклинание «Парной формулы Йог-Сотота» в виде идеограммы:
Формула состоит из двух параллельных столбцов; над левым был начертан архаический символ, носящий название "Голова Дракона", или "Восходящий узел", а над правым - соответствующий ему "Хвост дракона", или "Нисходящий узел". Доктор с удивлением заметил, что вторая половина - повторение первой, где лишь переставлены строки и слоги написаны наоборот. Исключение составляли последние строки и странное имя ЙОГ-СОТОТ, которое он встречал раньше в других бумагах в различных написаньях, и лично услышал в Страстную пятницу. Формула повторялась в бумагах так часто, что доктор, сам того не замечая, стал произносить ее в слух.

Виллет позже находит в записях Карвена другой вариант формулы:  
Слова были, грубо говоря, одинаковыми, но написание отличалось в современной версии, как будто у Карвена был другой способ записи звука, или как если бы более поздние исследователи развили более мощные и усовершенствованные варианты заклинания. Доктор пытался сравнить его с той версией, что все еще упорно вертелась у него в голове, но это ему трудно удавалось. Он запомнил, что текст начинался со слов: "Й'аи 'нг'нгах, Йог-Сотот" ("Y'ai 'ng'ngah, Yog-Sothoth"); но здесь эпиграф начинался с: "Айе, энгенгах, Йогге-Сотота" ("Aye, engengah, Yogge-Sothotha"), — что серьезно меняло слоговое обозначение фразы. 
В рассказе «Цвет из иных миров» (1927) потусторонняя сущность овладела мальчиком и его матерью, которые начали общаться на нечеловеческом языке.
В рассказе «Ужас Данвича» (1928) впервые звучит название Акло. Уилбур Уэйтли читает заклинание Йог-Сотота на языке Акло и часто использует в английской речи идиомы:

Сегодня читал про Акло для Саваофа — он слышен с холмов, а не с неба. Оно там наверху опережает меня, как я и думал, и, кажется, совсем не имеет мозгов в земном понимании. Прошлой ночью дед открыл мне Формулу Дхо, и сейчас я могу сам видеть город внутри на двух магнитных полюсах. Я дойду до этих полюсов, когда очистится Земля, если не смогу прорваться сквозь Формулу Дхо-Хна после свершения. Те, из воздуха, сказали мне на Шабаше, что до того, как я смогу очистить Землю, нужно ждать несколько лет и дед тогда уже будет мертв, и я должен выучить все углы и плоскости между Йиром и Нххнгром. Они оттуда помогут мне, но они не могут взять тело без человеческой крови. Оно наверху должно сгодиться для этого. Я могу немного видеть, когда делаю для него знак Вура или дую на него порошком Ибн-Гази, и оно походит тогда на тех, какими я их вижу Вальпургиевой ночью на холме. Другое лицо, возможно, придет на смену этому. Не могу представить, как я буду выглядеть, когда Земля будет очищена от существ, что обитают на ней сейчас. Тот, кто пришел с Акло Саваофа, сказал, что я обрету иные формы и стану похожим на тех, что извне, но для этого нужно еще немало потрудиться.Оригинальный текст (англ.)Today learned the Aklo for the Sabaoth,” it ran, “which did not like, it being answerable from the hill and not from the air. That upstairs more ahead of me than I had thought it would be, and is not like to have much earth brain. Grandfather kept me saying the Dho formula last night, and I think I saw the inner city at the 2 magnetic poles. I shall go to those poles when the earth is cleared off, if I can’t break through with the Dho-Hna formula when I commit it. They from the air told me at Sabbat that it will be years before I can clear off the earth, and I guess grandfather will be dead then, so I shall have to learn all the angles of the planes and all the formulas between the Yr and the Nhhngr. They from outside will help, but they cannot take body without human blood. That upstairs looks it will have the right cast. I can see it a little when I make the Voorish sign or blow the powder of Ibn Ghazi at it, and it is near like them at May-Eve on the Hill. The other face may wear off some. I wonder how I shall look when the earth is cleared and there are no earth beings on it. He that came with the Aklo Sabaoth said I may be transfigured, there being much of outside to work on.

- Акло Саваоф (англ. Aklo for the Sabaoth) — особый ритуал или заклинание. Роберт Блох позже будет упоминать нечто похожее в названии книги «Кабала Саваофа».
- Дхо (англ. Dho) и Дхо-Хна (англ. Dho-Hna) — уникальный знак, отдаленно напоминает связь двух формул («Головы дракона» и «Хвоста дракона») из романа «Случай Чарльза Декстера Варда».
- Ир и Нххнгр (англ. Yr and Nhhngr) — Алан Мур дает собственную трактовку этим уникальным знакам, которые, возможно, указывают «период и определенный промежуток времени».
- Знак Вууриш (англ. Voorish Sign) — известен из древнего европейского фольклора и колдовства. Знак упоминают такие авторы как: Артур Мэкен, Колин Уилсон, Дэвид Лэнгфорд, Роберт Тернер.

Перед смертью Уилбур говорит:

Н’гай, н’гха-гхаа, багг-шоггог, й’хах; Йог-СототОригинальный текст (англ.)N’gai, n’gha’ghaa, bugg-shoggog, y’hah; Yog-Sothoth, Yog-Sothoth

Перед смертью невидимое гигантское существо изрекло:

"Игнаих... игнаих... тфлткх'нгха... Йог-Сотот". "Игнайих…И'бтхнк х’ьехйе – н’гркдл’лх". "Эгх‑йя‑йя‑йя‑йяаххаааа – йе’йяааааааа… н’гхаааааа… нгх’аааа… х’юуух…х’юуух"Оригинальный текст (англ.)“Ygnaiih... ygnaiih... thflthkh’ngha... Yog-Sothoth”. “Y’bthnk... h’ehye—n’grkdl’lh". "Eh-ya-ya-ya-yahaah—e’yayayayaaaa... ngh’aaaaa... ngh’aaaa... h’yuh... h’yuh"

В повести «Шепчущий во тьме» (1930) Ми-Го произносят жужжащим голосом целиком фразу про Шуб-Ниггурат:

Йа! Шуб-Ниггурат! Козёл с легионом младых!Оригинальный текст (англ.)Iä! Shub-Niggurath! The Goat with a Thousand Young. . . .

В повести «Тень над Иннсмутом» (1931) звучит фраза на языке Глубоководных:

Йа! Йа! Ктулху фхтагн! Ф’нглуи мглв’нафх Ктулху Р’льех вгах-нагл фхтагн…В течение восьмидесяти тысяч лет Пфтьялйи жили в Й'ха-нтлеи. Оригинальный текст (англ.)Iä! Iä! Cthulhu fhtagn! Ph’nglui mglw’nafh Cthulhu R’lyeh wgah-nagl fhtagn. For eighty thousand years Pth’thya-l’yi had lived in Y’ha-nthlei. 

В рассказе «Ужас в музее» (1932) смотритель музея читает заклинание на ритуале:

"Йа! Йа! Возмездие близко!". "Уза-и’эй! — выл безумный. — И’каа хаа — бхо-ии, Ран-Тегот-Ктулху фхтагн — Эй! Эй! Эй! Эй! — Ран-Тегот, Ран-Тегот, Ран-Тегот!".Оригинальный текст (англ.)“Iä! Iä! Vengeance is at hand!" “Wza-y’ei! Wza-y’ei!” howled the madman. “Y’kaa haa bho—ii, Rhan-Tegoth—Cthulhu fhtagn—Ei! Ei! Ei! Ei!—Rhan-Tegoth, Rhan-Tegoth, Rhan-Tegoth!”

В рассказе «Врата серебряного ключа» (1933) упоминается р’льехский язык (англ. R’lyehian), а также тсат-йо (англ. Tsath-yo), на котором говорили в Гиперборее, и наакальский (англ. Naacal).
В рассказе «Обитающий во Тьме» (1935) писатель находит в заброшенной церкви зашифрованный текст «на темном языке Акло, который используют необычайно древние тайный культы».

В рассказе «Дневник Алонсо Тайпера» (1935) Алонсо читает дневник Ван дер Хейла:
из найденной вчера на чердаке книги я узнал, что третий ряд ритуальных формул Акло может сделать этих существ осязаемыми и видимыми. Нескрываемая враждебность определенно указывает на нечеловеческую природу существ, населяющих дом. Вероятнее всего, их направляют темные силы, замкнутые вне Земли — в пространствах вне времени и вне вселенной. Присутствие этой воли давит на меня подобно гигантской башне: именно так описывается ее влияние в хрониках Акло. 
Позже Алонсо говорит о формуле на Акло, которая может сделать невидимых существ осязаемыми: 
Меня снова не оставляет чувство, что совсем рядом притаилось нечто колоссальное, едва умещающееся в ветхих стенах дома. На этот раз я замечаю больше, чем только присутствие невидимой массы. Из найденной вчера на чердаке книги я узнал, что третий ряд ритуальных формул Акло может сделать этих существ осязаемыми и видимыми.

### Рэмси Кэмпбел
Рэмси Кэмпбел применяет Акло в рукописи «Откровения Глааки». Акло используют сектанты и инопланетяне для общения. В основном его используют в заклинаниях и молитвах. Кэмпбел описывает «Открытия» и «Формулы» Акло.
Открытия Акло: сборник из 48 откровений на Акло. Возможно, есть 49-е, о котором человечество узнает только тогда, когда Глааки призовет человечество к себе.
Формулы Акло: набор заклинаний, связанных с вызовом, изгнанием и контролем существ Извне. Третью формулу Акло можно использовать, чтобы заставить нематериальные сущности раскрыть свою физическую форму.

### Брайан Ламли
Брайан Ламли применяет Акло в рукописи «Фрагменты Гхарна».

### Алан Мур
Алан Мур часто упоминал язык Акло в своих комиксах и графических романах, посвященных Лавкрафту — «The Courtyard», «Neonomicon» и «Providence». В его адаптации Акло — это не просто инопланетный язык, а ключ, открывающий двери внутрь человеческого разума, который «связан с общим взглядом Мура на настоящую магию и роль слов в изменении восприятия реальности человеком». Акло опиан в Книге Хали (англ. Book of Hali) и состоит из 24 букв, и пишется справа налево. Его название транскрибируется как «Olqa» или «Aqlo» на английском языке. Это «паутина речи, что помогает исчезнуть тварям». Хали узнала об этом от звездноголовых существ через Черное зеркало. Акло описывается как Ур-синтаксис («Ur-syntax») и первичный словарь. Алан Мур приводит обозначения слов:
- Анх-Од (англ. Anh-Ohd), что произносится как Дхо-Нха (англ. Dho-Hna) — обозначает «та навязчивая сила, чье вхождение придает новое значение», а также означает «определяющая сила, которая придает значение своему вместилищу, как рука в перчатке, ветер в мельничных лопастях, гость или нарушитель, переступающий порог, и придающая этому значение».
- Ир и Нххнгр (англ. Yr and Nhhngr) — это Акло.
- Ргнххн Ру (англ. Rgnhhn Ry), что произносится как и Ир и Нххнгр — означает: «сейчас, что было раньше» или «будущее, что содержит настоящее, что содержит раньше», а также описывает время, обозначающее «вложенное время».
- Иа или Йä (англ. Ia, or Iä) — это Акло.
- Нгатв (англ. Ngathv), что произносится как Фхтагн (англ. Fhtagn) — это действие «то, что мечтает о себе» или «то, что является его собственной мечтой о себе».
- Юлгн'хп (англ. Iulgn'hp), что произносится как Пх’нглуи (англ. Ph'nglui) — это «погружение в то, что само по себе более сильное погружение» или «океан, скрытый в луже».
- Иа'Й-Азв (англ. Ia'Y-Azv), что произносится как Вза Й'Эй (англ. Wza Y'Ei) — «огромное невысказанное и неведомое, слова, которые воздействуют, как отсутствующая тень».
- Вза-Йей (англ. Wza-Y'ei) — обозначает «отрицательное концептуальное пространство, окружающее положительное понятие, класс вещей, больший, чем мысль, и является тем, что мысль исключает».
- Йх'нагу (англ. yh'naghu) или йх'нак'ху (англ. yh'nak'hu) — это Акло.
- Ханология (англ. Chanolog'y), что произносится как Й'голонак (англ. Y'golonac) — обозначает «нерушимое правило, которое регулирует собственное нарушение».
- Агнадиуорп (англ. Agnadiuorp), что произносится Проуиданга (англ. Prouidanga) — это Акло.
- Йог-Сотот Нг'Хаа Игнаит Фтагн (англ. Yog-Sothoth Ngh'Haa Ygnaiith Fthagn) — это Акло.
- Р'льех Нга'хаа Текели-ли (англ. R'lyeh Nga'haa Tekeli-li) — это Акло.
- Илил Йр Ннгр (англ. Ylyl Yr Nhhngr) — означает «теперь раньше».

## В творчестве других писателей
Роберт Говард упоминал, что этот язык якобы использовала цивилизация змеелюдей полтора миллиона лет назад.
Август Дерлет и другие писатели из «Круга Лавкрафта» упоминали язык в своем творчестве.
В трилогии Роберта Ши и Роберта Антона Уилсона «Иллюминатус!» Акло появляется как язык, используемый иллюминатами в Черной мессе.
Селена Чамберс упоминает Акло в рассказе «Остатки потерянных империй» («Remnants of Lost Empires»)

## В культуре
В ролевой игре «Pathfinder Roleplaying Game от Paizo Акло используется в качестве языка нескольких подземных или потусторонних лавкрафтовских существ во вселенной игры, таких как аболеты, бормочущие болтуны и шогготы.
Акло упоминается в серии игр «Alone in the Dark».
Акло упоминается в серии игр «Divinity Original Sin 2».